# Wolfgang Fürstner
Wolfgang Fürstner (Poznan, 4 aprile 1896 – Berlino, 19 agosto 1936) è stato un militare tedesco.
Nel 1936, durante i Giochi Olimpici di Berlino, ricoprì dapprima l'incarico di comandante del villaggio olimpico, poi quello di vice-comandante.

## Carriera
Capitano nei Freikorps della Repubblica di Weimar durante le Rivolte nella Slesia del 1921, Fürstner era stato decorato con la Croce di Ferro per i suoi meriti sul campo di battaglia.
Divenuto in seguito capitano della Wehrmacht, aveva ricevuto l'incarico di ufficiale responsabile per la costruzione e l'organizzazione del villaggio olimpico di Berlino, del quale era stato anche nominato comandante. Nell'estate del 1936, con l'inizio dei Giochi Olimpici, Fürstner venne sostituito dal colonnello Werner Freiherr von und zu Gilsa e fu degradato al semplice ruolo di vice-comandante. Ufficialmente la decisione venne presa dai suoi superiori perché "Fürstner non operava con la necessaria energia", avendo permesso ai numerosi visitatori del villaggio olimpico di danneggiare le strutture appena costruite. In realtà si trattava di un pretesto, poiché la reale motivazione risiedeva nelle origini ebraiche del militare.

## Famiglia
Wolfgang Fürstner era sposato con Leonie von Schlick, figlia di Marie Gräfin von Reventlow e Albert Heinrich Hans Karl von Schlick (1874–1957), ultimo comandante dell'SMS Derfflinger, un incrociatore da battaglia utilizzato durante la prima guerra mondiale. Dal matrimonio con Leonie nacque Hans Hubertus, che a quindici anni venne arruolato nella Wehrmacht e nel 1944 finì imprigionato in un campo di prigionia statunitense.

## Morte e insabbiamento
Fürstner si suicidò con un colpo di pistola il 19 agosto 1936, tre giorni dopo la conclusione dei Giochi Olimpici, in quanto aveva appreso che, in accordo con le recenti Leggi di Norimberga, sarebbe stato espulso dall'esercito, in quanto classificato come ebreo (suo nonno, il dottor Karl Fürstner (1848-1906), era un ebreo convertito al cristianesimo).
Il Partito nazista, al fine di evitare danni alla reputazione internazionale della Germania, coprì il suicidio di Fürstner facendo circolare la notizia che egli era morto in un incidente stradale; tuttavia, la notizia della copertura trapelò ai giornalisti stranieri, che riferirono che si era sparato. Ad esempio, il The Sydney Morning Herald in Australia, riferì che era stato trovato morto con una pistola al suo fianco.
Il corpo fu poi sepolto nella sezione F dell'Invalidenfriedhof di Berlino, accanto ad altri eroi di guerra tedeschi. La tomba era stata inclusa nella guida ufficiale del cimitero Der Invalidenfriedhof in Berlin – Ein Ehrenhain preußisch-deutscher Geschichte apparendo, tra il 1936 e il 1940, in più edizioni.

### La nuova lapide

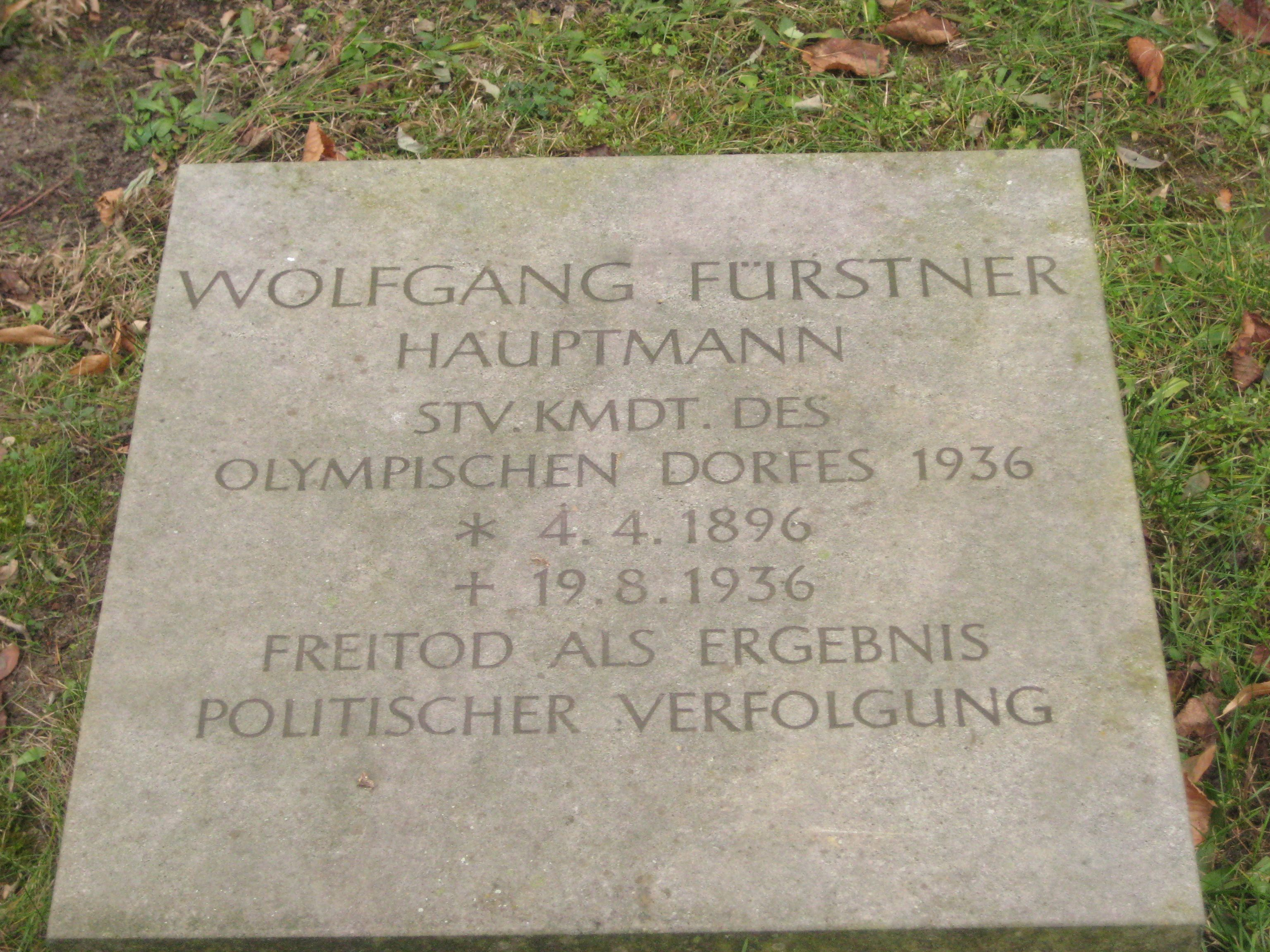
Tomba di Wolfgang Fürstner, sulla quale lapide c'è anche scritto "suicidio a seguito di persecuzione politica"

Il Comitato Olimpico tedesco ha donato una nuova lapide per la tomba di Wolfgang Fürstner, inaugurata nel giugno del 2002 dall'allora presidente del Comitato, Walther Tröger. Sulla pietra viene ricordato come "Vice-Comandante del Villaggio Olimpico del 1936" (stellvertretender Kommandant des Olympischen Dorfes 1936).

## Nella cultura di massa
Alla vicenda umana di Fürstner è ispirato lo spettacolo teatrale del 2015 Le Olimpiadi del 1936, dal quale è derivato anche il romanzo L'ultima estate di Berlino.